# Master of Reality
Master of Reality là album phòng thu thứ ba của ban nhạc rock Black Sabbath. Được phát hành năm 1971, nó thường được xem là đã đặt nền móng cho doom, stoner và sludge metal. Tại Mỹ, nó được chứng nhận 2 bạch kim nhờ bán được hai triệu bản tại đây. Master of Reality là album đầu tiên của Black Sabbath đạt top 10 Billboard 200, và chỉ được lập lại với 13, 42 năm sau đó.

## Tiếp nhận
| Đánh giá chuyên môn           | Đánh giá chuyên môn |
| Nguồn đánh giá                | Nguồn đánh giá      |
| Nguồn                         | Đánh giá            |
| ----------------------------- | ------------------- |
| AllMusic                      | [ 2 ]               |
| Robert Christgau              | C−                  |
| MusicHound                    | [ 4 ]               |
| Q                             | [ 5 ]               |
| The Rolling Stone Album Guide | [ 6 ]               |
| Sputnikmusic                  | 4/5                 |

Master of Reality đạt vị trí số 5 trên UK Albums Chart, và số 8 trên Billboard 200. Nó cuối cùng bán được hai triệu bản tại Mỹ. Dù đạt thành công thương mại lớn, nhiều nhà phê bình đương thời xem thường album này. Lester Bangs của Rolling Stone cho rằng album "đều đều" và không phải là sự cải tiến so với Paranoid. Trong bài đánh giá cho The Village Voice, Robert Christgau gọi album là "một sự khai thác phi lý, trì độn trí óc".
Năm 1994, Master of Reality được xếp ở số 28 trong danh sách Top 50 Heavy Metal Albums của Colin Larkin. Larkin mô tả nó là "sự đột phá toàn cầu thực sự đầu tiên" của Black Sabbath và là "một tác phẩm đáng chú ý". Năm 2001, album góp mặt trong danh sách 50 Heaviest Albums of All Time của Q. Một nhà phê bình của tạp chí xem nó là "tác phẩm cố kết nhất trong ba album đầu [của ban nhạc]." Năm 2003, Rolling Stone xếp album này ở vị trí 298 trong danh sách 500 album vĩ đại nhất. Billy Corgan, thủ lĩnh The Smashing Pumpkins, cho rằng Master of Reality đã "sản sinh ra grunge." Black Sabbath nói chung và đặc biệt Master Of Reality là nguồn ảnh hưởng lớn trong giới Stoner Rock/Desert Rock tại Anh/Mỹ thập niên '90, những ban nhạc như Kyuss, Monster Magnet, Sleep và Orange Goblin đã phát biểu rằng Master of Reality là album định nghĩa thể loại. John Stanier, tay trống của Helmet và Tomahawk nói rằng nó đã truyền cảm hứng giúp anh trở thành một nhạc sĩ.

## Danh sách bài hát

### LP gốc
Tất cả nhạc được soạn bởi Black Sabbath (Tony Iommi, Geezer Butler, Ozzy Osbourne, Bill Ward), trừ "Embryo" và "Orchid" bởi Iommi; lời được viết bởi Butler.
| Mặt một | Mặt một                 | Mặt một    |
| STT     | Nhan đề                 | Thời lượng |
| ------- | ----------------------- | ---------- |
| 1.      | "Sweet Leaf"            | 5:05       |
| 2.      | "After Forever"         | 5:27       |
| 3.      | "Embryo" (không lời)    | 0:28       |
| 4.      | "Children of the Grave" | 5:18       |

| Mặt hai | Mặt hai                 | Mặt hai    |
| STT     | Nhan đề                 | Thời lượng |
| ------- | ----------------------- | ---------- |
| 5.      | "Orchid" (instrumental) | 1:31       |
| 6.      | "Lord of This World"    | 5:27       |
| 7.      | "Solitude"              | 5:02       |
| 8.      | "Into the Void"         | 6:13       |

### Ấn bản LP gốc tại Mỹ
| Mặt một | Mặt một                         | Mặt một    |
| STT     | Nhan đề                         | Thời lượng |
| ------- | ------------------------------- | ---------- |
| 1.      | "Sweet Leaf"                    | 5:02       |
| 2.      | "After Forever (gồm The Elegy)" | 5:25       |
| 3.      | "Embryo"                        | 0:29       |
| 4.      | "Children of the Grave"         | 4:30       |
| 5.      | "The Haunting"                  | 0:45       |

| Mặt hai | Mặt hai              | Mặt hai    |
| STT     | Nhan đề              | Thời lượng |
| ------- | -------------------- | ---------- |
| 6.      | "Orchid"             | 1:30       |
| 7.      | "Step Up"            | 0:30       |
| 8.      | "Lord of This World" | 4:55       |
| 9.      | "Solitude"           | 5:02       |
| 10.     | "Deathmask"          | 3:08       |
| 11.     | "Into the Void"      | 3:08       |

## Thành phần tham gia
- Ozzy Osbourne – hát chính
- Tony Iommi – guitar, bộ tổng hợp trong "After Forever", sáo và piano trong "Solitude"
- Geezer Butler – guitar bass
- Bill Ward – trống, percussion
- Keef – photography, poster design
- Mike Stanfod – chỉ đạo nghệ thuật

## Chứng nhận
| Ngày                 | Chứng nhận  | Số bán hàng |
| -------------------- | ----------- | ----------- |
| 27 tháng 9 năm 1971  | Vàng        | 500,000     |
| 13 tháng 10 năm 1986 | Bạch kim    | 1,000,000   |
| 26 tháng 7 năm 2001  | 2x bạch kim | 2,000,000   |

| Ngày             | Chứng nhận | Số bán hàng |
| ---------------- | ---------- | ----------- |
| 22 tháng 7, 2013 | Bạc        | 60,000      |

| Ngày               | Chứng nhận | Số bán hàng |
| ------------------ | ---------- | ----------- |
| 1 tháng 9 năm 1977 | Vàng       | 50,000      |
| 1 tháng 9 năm 1977 | Bạch kim   | 100,000     |

## Lịch sử phát hành
| Khu vực         | Ngày                | Hãng đĩa     | Định dạng | Catalog  |
| --------------- | ------------------- | ------------ | --------- | -------- |
| UK              | 21 tháng 7 năm 1971 | Vertigo      | LP        | 6360 050 |
| UK              | 1992                | Castle       | CD        | CA198    |
| Hoa Kỳ          | Tháng 7, 1971       | Warner Bros. | LP        | BS-2562  |
| Hoa Kỳ          | 12 tháng 2 năm 1987 | Warner Bros. | CD        | 2562-2   |
| UK bản remaster | 29 tháng 3 năm 2009 | Sanctuary    | CD kép    | 2701108  |